# Dekanat Łęczna
Dekanat Łęczna – jeden z 28 dekanatów w rzymskokatolickiej archidiecezji lubelskiej.

## Parafie
W skład dekanatu wchodzi 12 parafii:
- parafia Podwyższenia Krzyża Świętego – Białka
- parafia św. Izydora i Niepokalanego Serca NMP – Ciechanki Łęczyńskie
- parafia MB Częstochowskiej – Ludwin
- parafia św. Jana Chrzciciela – Łańcuchów
- parafia św. Barbary – Łęczna
- parafia św. Józefa Opiekuna Rodzin – Łęczna
- parafia św. Marii Magdaleny – Łęczna
- parafia Wniebowzięcia NMP – Milejów
- parafia MB Królowej Świata – Nadrybie-Dwór
- parafia Wniebowzięcia NMP – Puchaczów
- parafia św. Wawrzyńca – Rogóźno
- parafia św. Maksymiliana Kolbego – Zezulin

## Sąsiednie dekanaty
Hańsk (diec. siedlecka), Lublin – Podmiejski, Parczew (diec. siedlecka), Piaski, Siedliszcze, Świdnik